# Erding (huyện)
Erding là một huyện ở bang Bayern, Đức. Huyện này giáp các huyện (từ phía bắc theo chiều kim đồng hồ): Landshut, Mühldorf, Ebersberg, München và Freising.

## Lịch sử
Đây là một trong những vùng xưa nhất Bayern. Erding nằm ở trên tuyến của hai trung tâm quyền lực ở bang Wittelsbach, München và Landshut. Một lâu đài được xây năm 1230 bên sông Sempt. Khu vực xung quanh lâu đài đã phát triển thành thành phố Erding.
Huyện Erding được lập năm 1946. Có một số thay đổi nhỏ trong cuộc cải cách hành chính of 1971, khi một số làng của các huyện kề bên được chuyển vào huyện này.

## Thị xã và đô thị
| Thị xã              | Đô thị | |
| ------------------- | --- | --- |
| 1. Dorfen 2. Erding | 1. Berglern 2. Bockhorn 3. Buch am Buchrain 4. Eitting 5. Finsing 6. Forstern 7. Fraunberg 8. Hohenpolding 9. Inning am Holz 10. Isen 11. Kirchberg 12. Langenpreising | 1. Lengdorf 2. Moosinning 3. Neuching 4. Oberding 5. Ottenhofen 6. Pastetten 7. Sankt Wolfgang 8. Steinkirchen 9. Taufkirchen (Vils) 10. Walpertskirchen 11. Wartenberg 12. Wörth |